# James Caan
James Edmund Caan (Bronx, Nueva York; 26 de marzo de 1940-6 de julio de 2022) fue un actor estadounidense, conocido por papeles como Sonny Corleone en El padrino, Paul Sheldon en Misery y Ed Deline en la serie de televisión Las Vegas. Durante su carrera fue nominado a los premios Óscar, Emmy y Globos de Oro por sus actuaciones.

## Biografía
Fue hijo de Sophie y Arthur Caan, una pareja de inmigrantes judíos procedentes de Alemania. Se graduó en la escuela de actores Neighborhood Playhouse de Nueva York, donde uno de sus profesores fue el legendario Sanford Meisner. También jugó al fútbol americano en la Universidad Estatal de Míchigan.

## Vida personal
Contrajo matrimonio cuatro veces. La primera de ellas en 1962 con Dee Jay Mathis, con la que tuvo un hijo y de la que se divorció en 1966. Su segundo matrimonio fue con Sheila Ryan en 1976. En el mismo año nació su hijo Scott. Un año más tarde se divorciaron. Entre septiembre de 1990 y marzo de 1995 estuvo casado con Ingrid Hajek, con la que también tuvo un hijo. Un año después, en octubre de 1996, contrajo matrimonio con Linda Stokes. En abril de 2005 se divorciaron tras tener dos hijos en común.
Además fue practicante de artes marciales. Entrenó durante casi treinta años con el maestro de karate Tak Kubota. También entrenó al departamento de policía de Culver City en el uso de las artes marciales. Su hijo Scott Caan también es actor y ha participado en las películas Ocean Eleven, Twelve y Thirteen.
Apoyó la candidatura de Donald Trump en las elecciones presidenciales de Estados Unidos de 2016. Además se declaró «muy pro-Israel», afirmando: «No me puede gustar alguien que no lo sea».

## Carrera

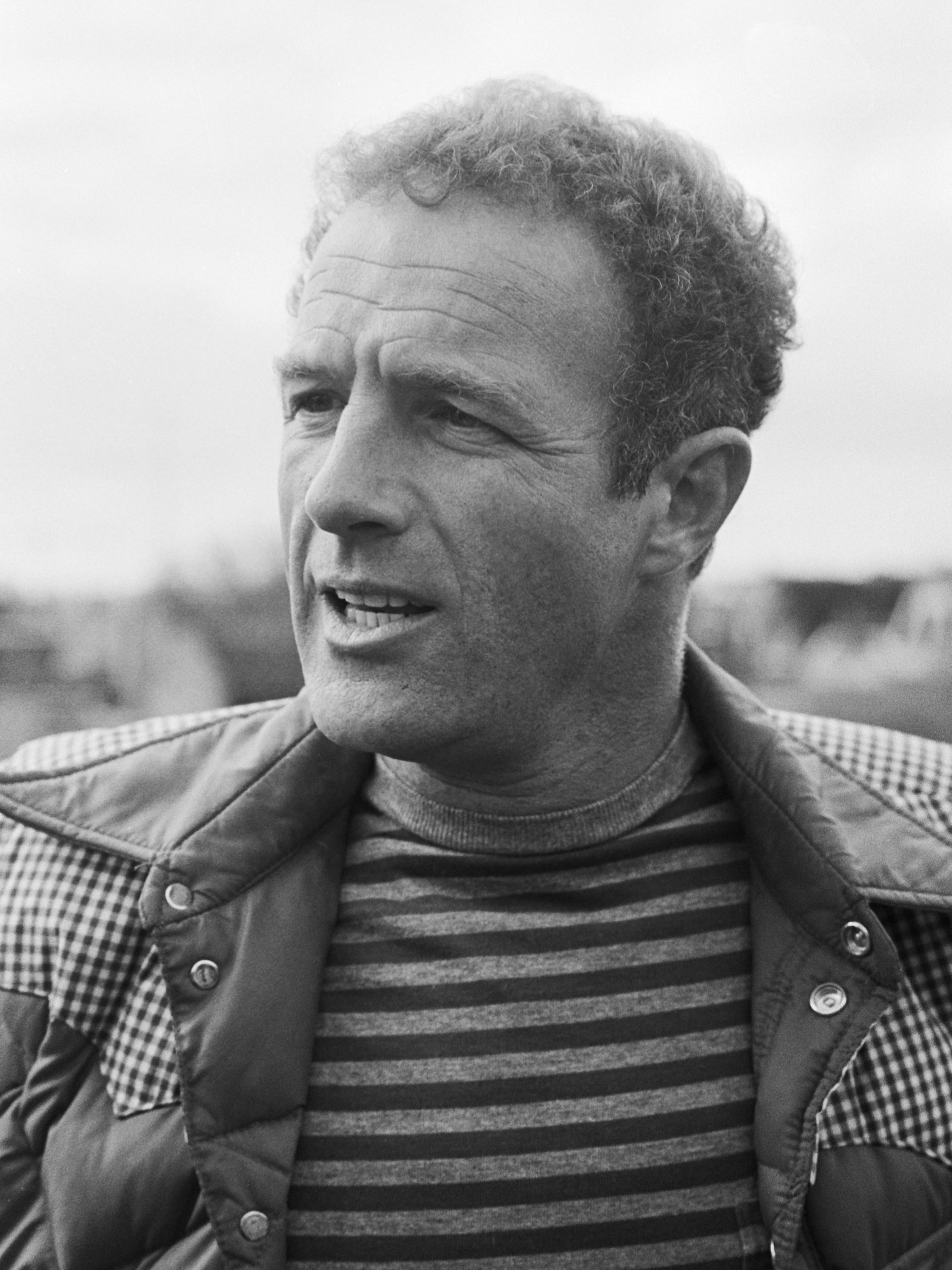
James Caan en 1976.

Empezó su carrera como actor en diversas series de televisión como Los Intocables, Alfred Hitchcock presenta, Kraft Suspense Theatre, Combat!, Ben Casey, Dr. Kildare, The Wide Country, Alcoa Premiere, Ruta 66 y Naked City.
Su primera aparición importante en una película fue como villano en el thriller de 1964 Una mujer atrapada. Más tarde, en 1966, actuó junto a John Wayne y Robert Mitchum en la película El Dorado. Francis Ford Coppola lo contrató para interpretar a un jugador de fútbol americano en la película Llueve sobre mi corazón de 1969; dos años más tarde repitió el papel en el telefilm Brian's Song. En 1972, de nuevo Coppola requirió sus servicios para la primera parte de la trilogía de El padrino, donde interpreta a Santino "Sonny" Corleone y gracias al cual fue nominado al Óscar al mejor actor de reparto.
Entre 1973 y 1982 interviene en distintas películas de Hollywood, interpretando a personajes variados. Entre estas películas se encuentran Cinderella Liberty, Rollerball, Harry And Walter Go To New York, A Bridge Too Far, Comes A Horseman y Chapter Two. En 1980 realizó su ópera prima como director, Hide In Plain Sight, un film que narra la historia de un padre en busca de su hija perdida en un programa de protección oficial y que el propio Caan protagonizó. Un año más tarde trabaja en Thief, dirigida por Michael Mann, donde interpretó a un experto en seguridad. Afirmó que el papel en esta película de cine negro era del que estaba más orgulloso tras El Padrino.
Tras la muerte de su hermana, debido a problemas con la cocaína, sufrió una depresión que le llevó a no participar en ninguna película entre 1982 y 1987. Su reaparición fue de nuevo con Francis Ford Coppola en Gardens of Stone como sargento de la armada. En 1988 y 1990 actuó en las películas Alien Nation, Dick Tracy y Misery, donde compartió cartel con Kathy Bates, ganadora del Óscar a la mejor actriz. En 1992 coprotagonizó junto a Sarah Jessica Parker y Nicolas Cage el filme Luna de miel para tres.
También participó junto a Arnold Schwarzenegger en Eraser en 1996. Tres años más tarde, siguiendo la estela de Humphrey Bogart, Robert Mitchum, Powers Boothe y Danny Glover, interpreta al detective Philip Marlowe en la película Poodle Springs de HBO. Durante los inicios de la década de 2000 trabajó en películas como The Yards (2000), City of Ghosts (2002), Dogville (2003) y Elf (2003). En 2003 fue elegido para el papel de Ed Deline, un exagente de la CIA, jefe de operaciones del casino Montecito, en la serie de televisión Las Vegas. En 2008 participó en la película Wisegal (Una mujer en la mafia), como Salvatore Palmeri.

## Muerte
La familia de Caan anunció que el actor había fallecido el 6 de julio de 2022, a los 82 años, por causas naturales.El actor James Caan murió de un ataque al corazón producto de una enfermedad de las arterias coronarias, según el médico forense del condado de Los Ángeles.

## Filmografía
- Games  (1963)
- Una mujer atrapada (1964)
- Gloriosos camaradas (1965)
- El Dorado (1966)
- Cuenta atrás (1967)
- Submarino x-1 (1968)
- Journey of Shilo (1968)
- Llueve sobre mi corazón (1969)
- Brian's Song (1971)
- El Padrino (1972)
- Permiso para amar hasta medianoche (1973)
- Slither (1973)
- El Padrino II (1974)
- Una extraña pareja de polis (1974)
- The Gambler (1974)
- Funny Lady (1975)
- Rollerball (1975)
- Gone with the West (1975)
- Los aristócratas del crimen (1975)
- Mafia II (1975)
- La última locura (1976)
- Harry y Walter van a Nueva York (Harry and Walter Go to New York), de Mark Rydell (1976)
- Un puente lejano (1977)
- Llega un jinete salvaje y libre (1978)
- Hide in Plain Sight (1980)
- Ladrón (1981)
- Les Uns et les Autres (1981)
- Gardens of Stone (1987)
- Alien Nation (1988)
- Mi padre (1989)
- Misery (1990)
- Dick Tracy (1990)
- For the Boys (1991)
- Luna de miel para tres (1992)
- The program (1993)
- Estrella del norte (1996)
- Bulletproof (1996)
- Eraser (1996)
- This Is My Father (1998)
- Mickey ojos azules (1999)
- Secuestro infernal (2000)
- La otra cara del crimen (2000)
- In the Shadows (2001)
- The Lathe of Heaven (2002)
- City of Ghosts (2002)
- Elf (2003)
- Dogville (2003)
- This Thing of Ours (2003)
- Jericho Mansions (2003)
- Las Vegas (2003-2007)
- Superagente 86 (2008)
- Wisegal (2008)
- Middle Men (2009)
- New York, I Love You (2009)
- Cloudy with a Chance of Meatballs (2009)
- Henry's Crime (2011)
- That's My Boy (2012)
- Cloudy with a Chance of Meatballs 2 (2013)
- A Fighting Man (2014)
- The Good Neighbor (2016)
- Undercover Grandpa (2017)
- JL Family Ranch: el regalo de bodas (2020)

## Premios y distinciones
Premios Óscar
| Año  | Categoría              | Película   | Resultado |
| ---- | ---------------------- | ---------- | --------- |
| 1973 | Mejor actor de reparto | El padrino | Nominado  |